# Kari Elisabeth Kaski

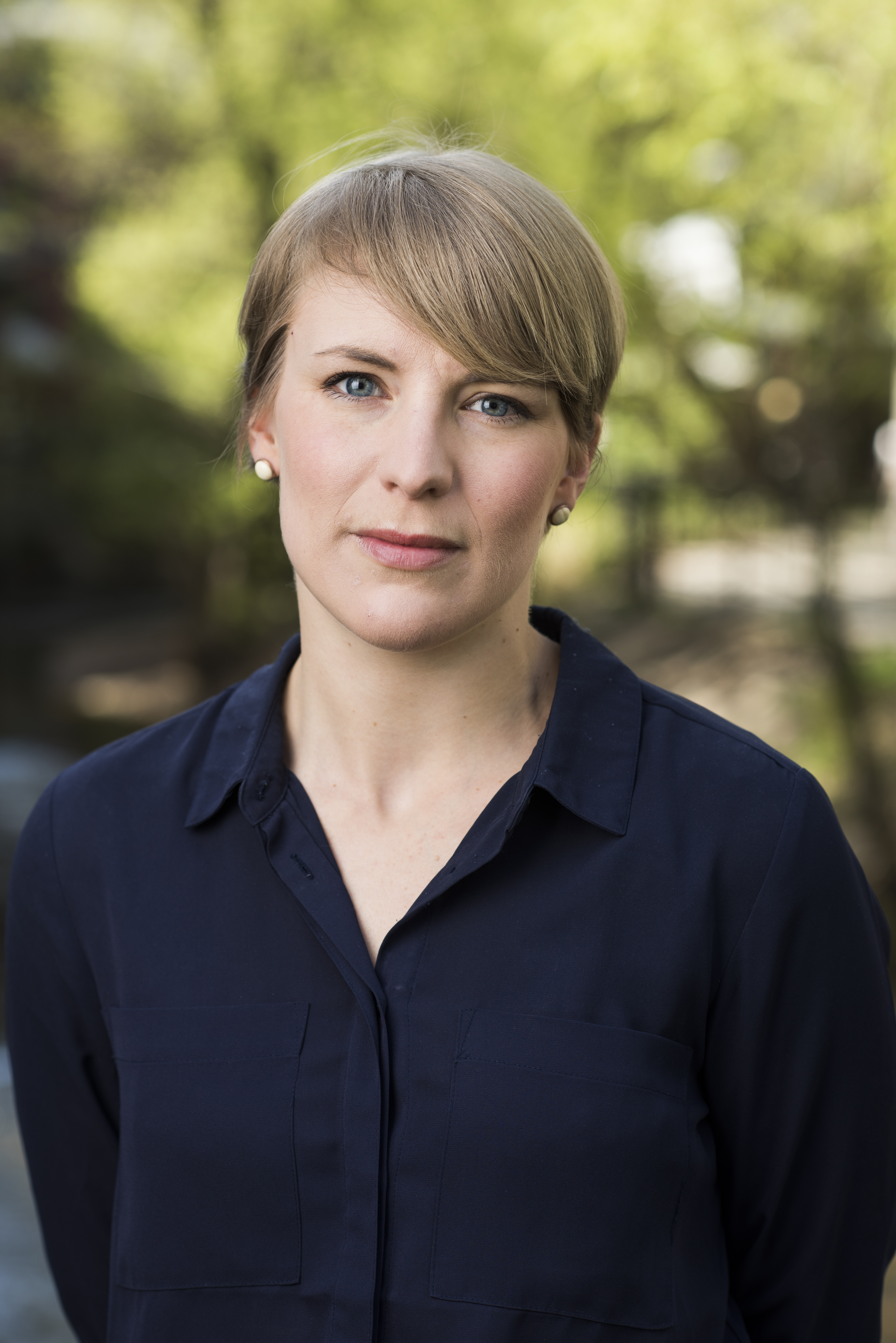
Kari Elisabeth Kaski, 2017

Kari Elisabeth Kaski (* 12. Juli 1987 in Kirkenes, Sør-Varanger) ist eine norwegische Politikerin der Sosialistisk Venstreparti (SV). Von März 2015 bis 2017 war sie die Generalsekretärin ihrer Partei, seit 2017 ist sie Abgeordnete im Storting.

## Leben
Kaski wuchs in der nordnorwegischen Stadt Kirkenes auf. Ihre jüngere Schwester ist Ragnhild Kaski, die Generalsekretärin der Arbeiderpartiet-Jugend Arbeidernes Ungdomsfylking (AUF) war. Ihr Vater ist finnischer Abstammung. Bis 2006 besuchte Kari Elisabeth Kaski die weiterführende Schule in Kirkenes. Während ihrer Schulzeit begann sie sich in Natur og Ungdom, der Jugendorganisation von Norges Naturvernforbund, zu engagieren. Im Anschluss an ihre Schulzeit lebte sie ein Jahr in Frankreich. Anschließend studierte sie europäische und amerikanische Studien sowie Wirtschaftswissenschaften an der Universität Oslo. Neben ihrem Studium war sie weiter bei Natur og Ungdom engagiert. In der Zeit von 2008 bis 2010 war sie Mitglied in dessen Vorstand. Ab 2009 war sie bei der norwegischen Umweltstiftung Zero Emission Resource Organisation (ZERO) tätig. Dabei fungierte Kaski zwischen 2011 und 2012 als politische Beraterin im Bereich Erdöl und Gas und anschließend bis 2015 als stellvertretende Vorsitzende.
Nachdem sie sich zunächst längere Zeit nicht parteipolitisch betätigte, wurde sie im Herbst 2011 nach den Anschlägen in Norwegen 2011 Mitglied in der Sosialistisk Venstreparti (SV). Im März 2015 wurde sie auf einem Parteitag der SV zur neuen Generalsekretärin gewählt. Sie übte das Amt bis März 2017 aus, als sie nicht erneut zur Wahl antrat, sondern Mitglied im Arbeitsausschuss ihrer Partei wurde. Bei der Parlamentswahl 2017 zog sie erstmals in das norwegische Nationalparlament Storting ein. Sie war als Spitzenkandidatin der SV für den Wahlkreis Oslo angetreten. Kaski wurde Mitglied im Finanzausschuss und stellvertretende Fraktionsvorsitzende der SV-Fraktion. Im März 2019 trat sie in einer Kampfabstimmung gegen Torgeir Knag Fylkesnes um den Platz als stellvertretende Parteivorsitzende an, sie verlor allerdings mit 100 zu 108 Stimmen knapp. Nach der Wahl 2021 wurde sie erneut Mitglied im Fraktionsvorstand sowie im Finanzausschuss, in dem sie die Position der zweiten stellvertretenden Vorsitzenden übernahm.
Im April 2024 gab sie bekannt, dass sie bei der Stortingswahl 2025 nicht erneut kandidieren werde. Im Dezember trat sie aus eigenem Wunsch aus dem Fraktionsvorstand zurück und wechselte vom Finanz- in den Wirtschaftsausschuss. Kaski begründete ihr Vorgehen damit, dass sie kein gutes Arbeitsverhältnis gehabt hätte.

## Positionen
Im Jahr 2019 wurde von ihrer Partei diskutiert, ein Bauverbot für Windkraftanlagen auf dem Festland in das Parteiprogramm der SV aufzunehmen. Kaski gehörte dabei zu den Gegnern dieses Verbots und erklärte, dass eine Partei, die die Klimabedrohung ernst nähme, sich nicht aus Prinzip gegen Windkraftanlagen auf dem Land stellen dürfe. Der Vorschlag scheiterte schließlich und wurde nicht als Ziel ins Parteiprogramm aufgenommen.